# Римов
Ри́мов (Рим) — летописный город Древней Руси. Впервые Римов упоминается в Лаврентьевской летописи в статье 1096 года. Также упоминание о Римове встречается в Ипатьевской летописи и «Поучении Владимира Мономаха». Согласно летописным источникам, Римов был полностью разрушен половцами хана Кончака при отступлении от Переяславля в 1185 году. О разрушении Римова упоминается в поэме «Слово о полку Игореве»: «Се у Рим кричат под саблями половецкыми…».

## Проблема локализации
Существует не менее пяти гипотез относительно локализации летописного Римова. Большинство из них связано с рекой Сулой и Посульской оборонительной линией. По мнению ряда историков и археологов, Римов следует отождествлять с городищем на восточной окраине села Великая Буромка Чернобаевского района Черкасской области, которое соседствовало с крепостями Желни и Горошин. Согласно ещё одной версии, Римов — это городище у села Свиридовка Лохвицкого района Полтавской области в среднем Посулье. Ю. А. Липкинг предлагал ассоциировать Римов с Гочевским городищем в Курской области.